# SIG Sauer P226
Pistolul SIG Sauer P226 este un pistol fabricat de firma helveto-germană SIG Sauer aflat în dotarea numeroaselor organizații militare și de menținere a ordinii din toată lumea.

## Variante
Cu modificarea ușoară a caracteristicilor, Sig Sauer propune clienților săi diferite modele ale pistolului.
- P226 Rail
- P226 Tactical
- P226 Navy
- P226 MK25
- P226 Blackwater
- P226 SCT
- P226 Equinox
- P226 ST
- P226R HSP
- P226 X-Five (țeavă de 13 cm/Tir sportiv)
- P226 X-Six (țeavă de 15 cm/Tir sportiv)
- P226 X-Five Tactical (
- P226 Elite
- P226 Combat
- P226 Enhanced Elite

## Galerie

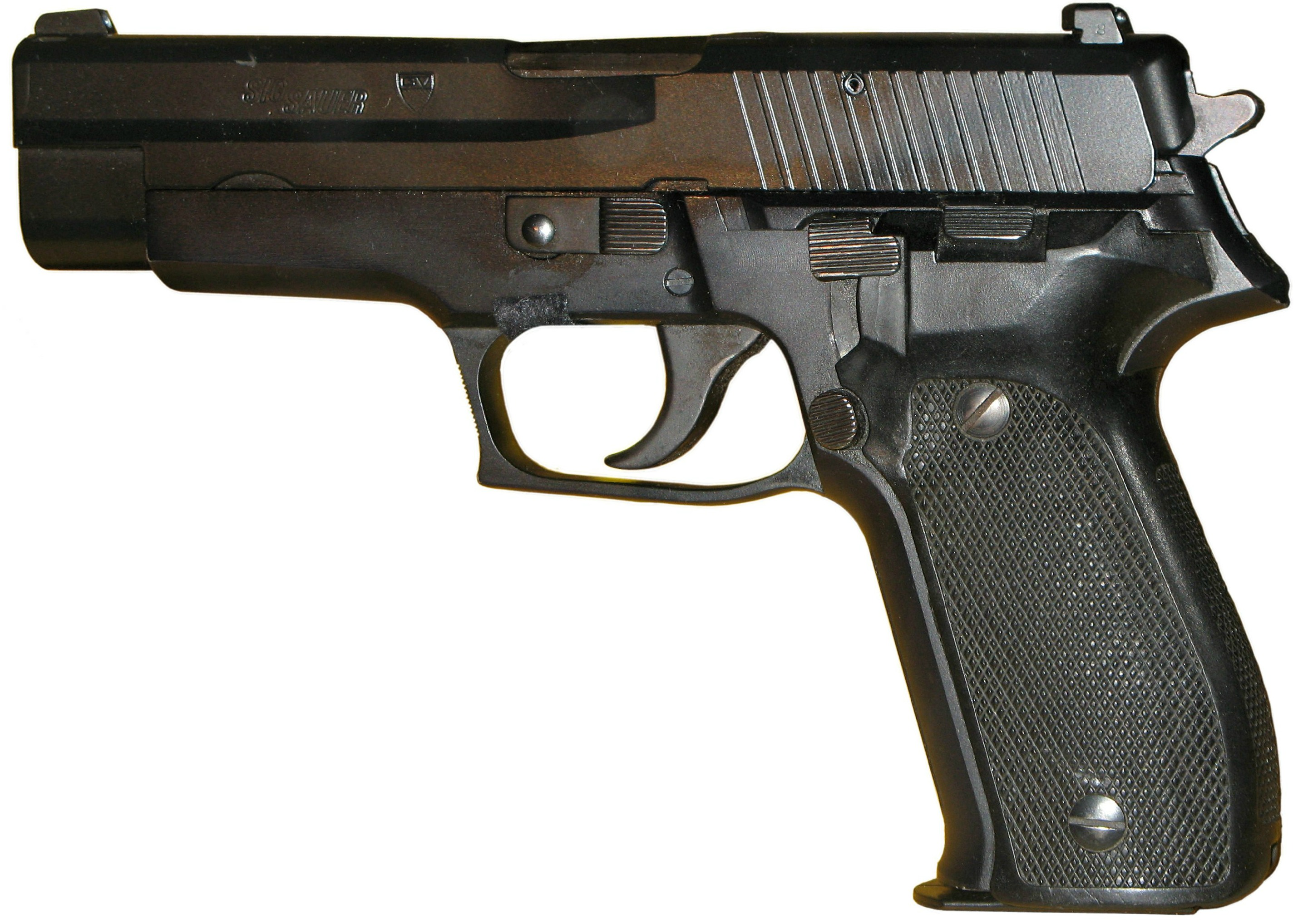
SIG P226
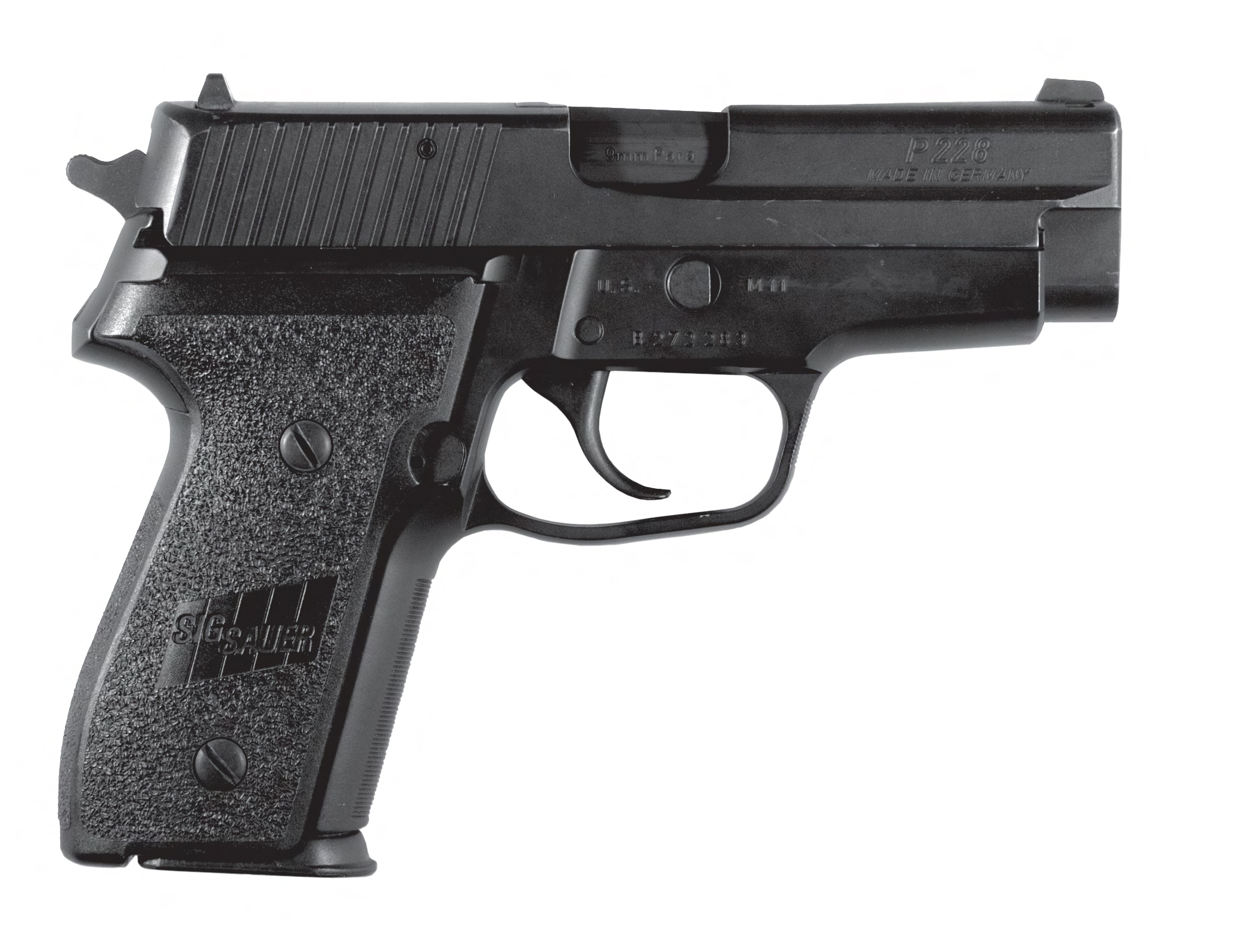
SIG P228
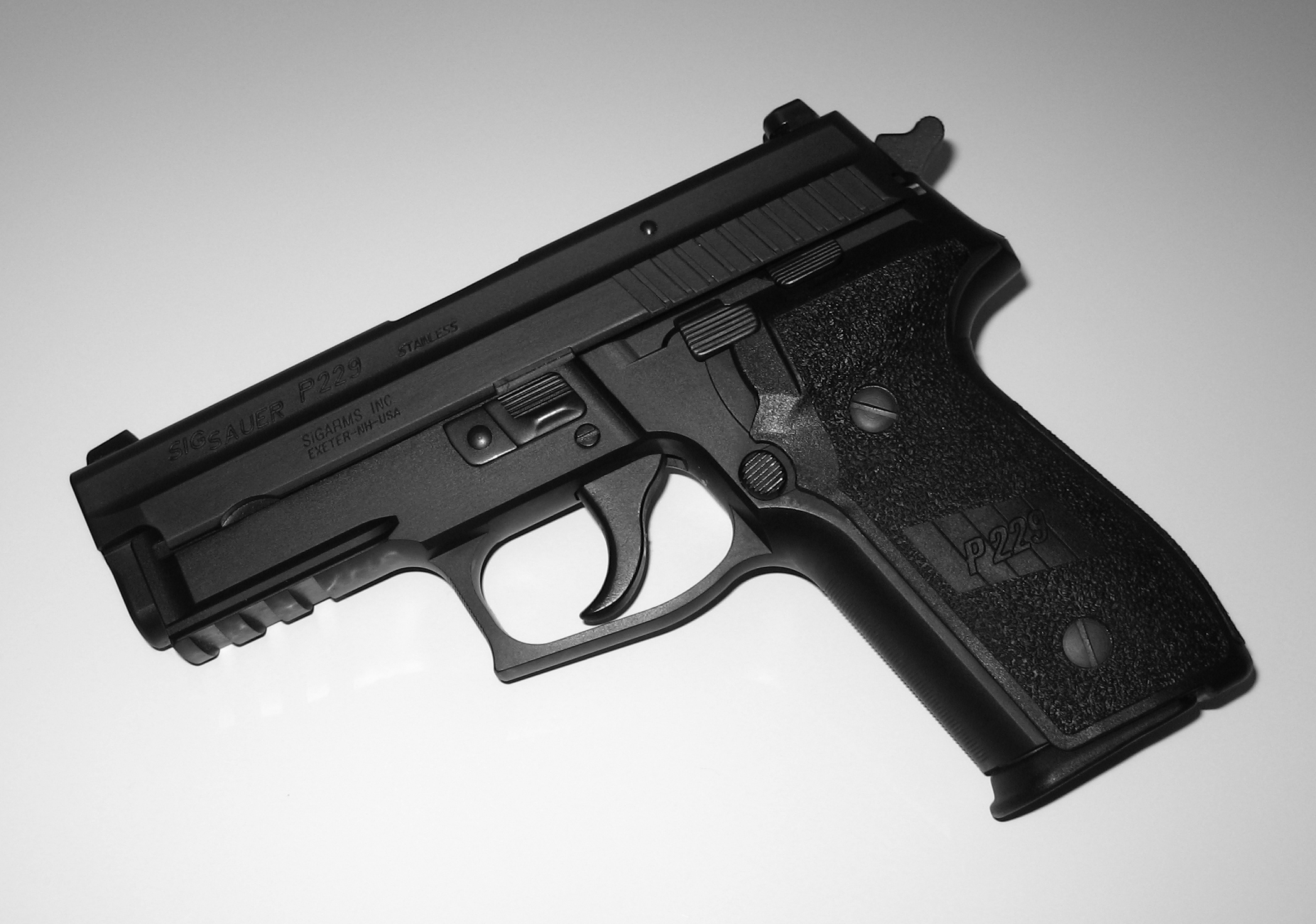
SIG P229
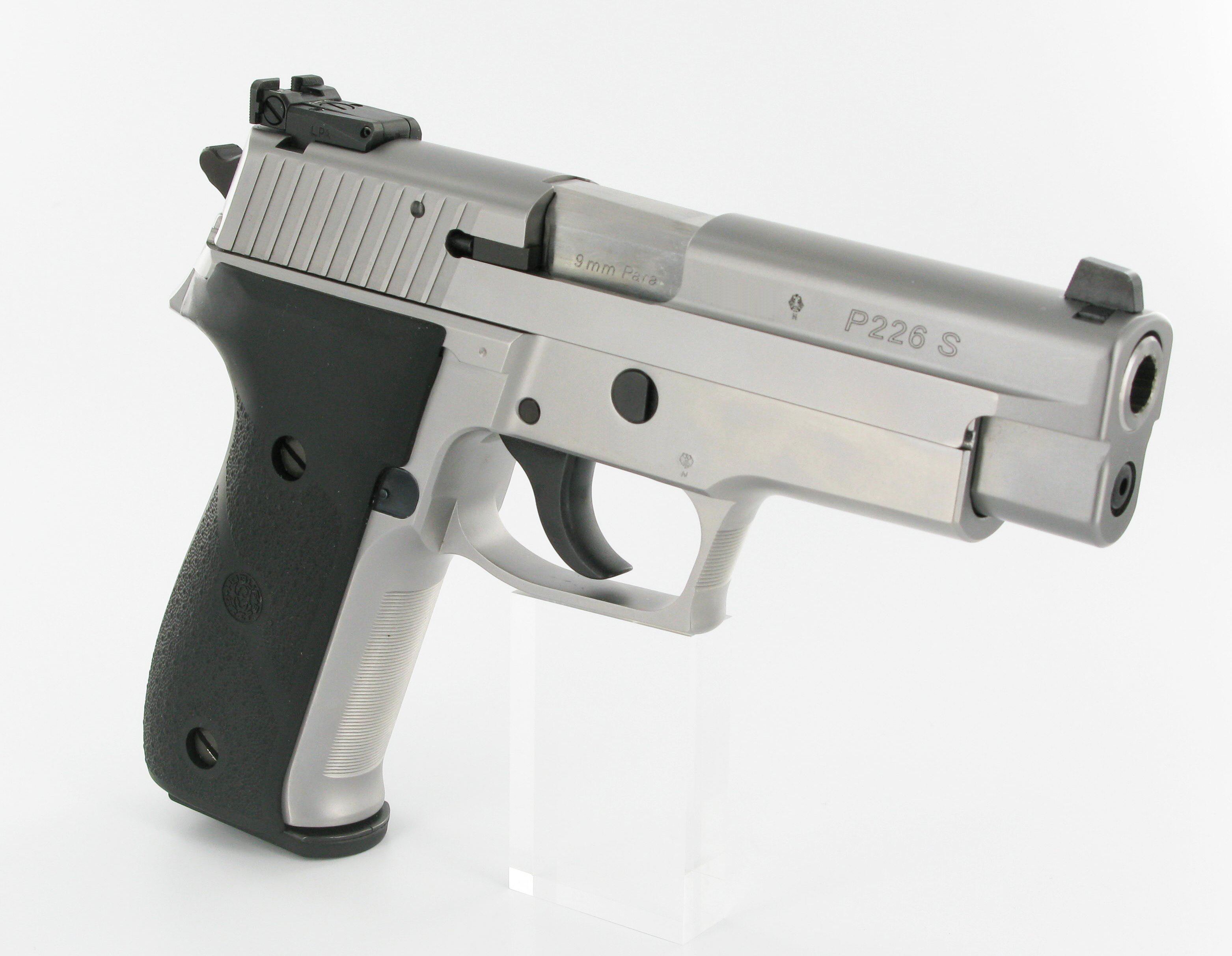
SIG P226S